# رادیومتر کروکس

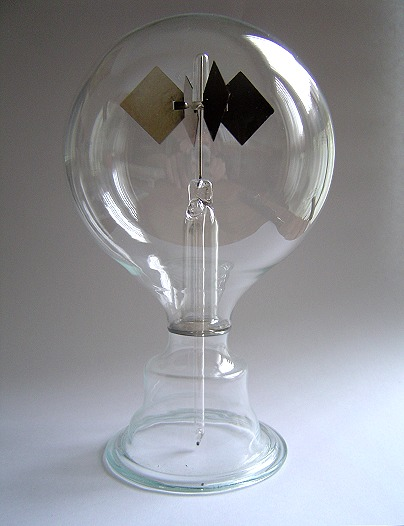
رادیومتر کروکس

رادیومتر کروکس, که با نام 'آسیاب نوری' هم شناخته می‌شود، یک حباب شیشه‌ای مهر و موم شده حاوی خلاء نسبی است. در داخل حباب مجموعه‌ای از پره‌ها بر روی یک محور چرخان نصب شده است. پره‌ها زمانی که در معرض نور قرار می‌گیرند می‌چرخند: هرچه شدت تابش بیشتر باشد، سرعت چرخش هم بیشتر خواهد بود. این پدیده راهی برای اندازه‌گیری شدت تابش الکترومغناطیس به دست می‌دهد. توضیح دلیل چرخش پره‌ها یک مناقشه علمی در ده سال پس از اختراع دستگاه ایجاد کرد تا اینکه در سال ۱۸۷۹ توضیح در حال حاضر مقبول این پدیده منتشر شد. امروزه دستگاه عمدتاً استفاده آموزشی دارد. (به عنوان نمونه یک موتور حرارتی که با نور کار می‌کند ))